# Abdirahman Ahmed Ali Tur
Abdirahman Ahmed Ali Tur (in somalo Cabdiraxmaan Axmed Cali Tuur; in arabo: عبد الرحمن أحمد علي الطور; Burao, 1931 – 8 novembre 2003) è stato un politico somalo.
Tra i fondatori del Movimento Nazionale Somalo, nel 1991, nel corso della guerra civile scoppiata dopo la caduta di Siad Barre, dichiarò l'indipendenza del Somaliland dal Paese e si proclamò Presidente. 
Nel 1994 rinunciò alla prospettiva separatista, sollecitando per la Somalia la costituzione di una repubblica federale.
Trasferitosi nel Regno Unito nel 1995, nel febbraio 2003 fece ritorno in Somaliland, dove morì alcuni mesi dopo.